# ブロブディンナグ

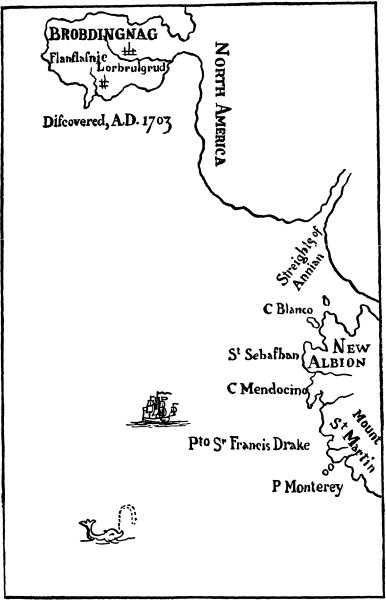
ブロブディンナグの地図。フランシス・ドレークが発見したニュー・アルビオン（現在の北カリフォルニアと推定されている）が南にあり、ブロブディンナグとの間には北アメリカを貫いていると考えられていたアニアン海峡の出口がある

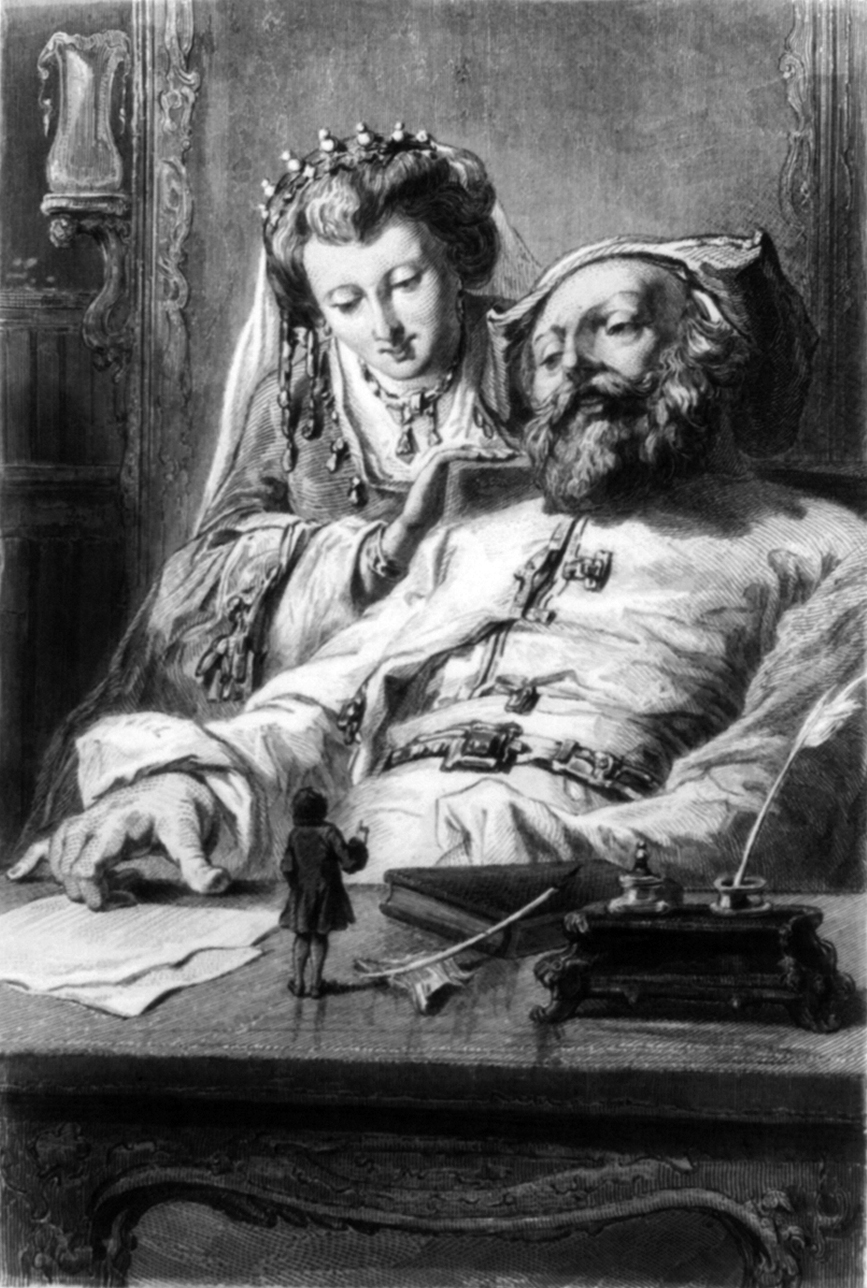
ブロブディンナグの王と王妃の前で話すガリバー

ブロブディンナグ（Brobdingnag）は、アイルランドの風刺作家ジョナサン・スウィフトの小説『ガリヴァー旅行記』に登場する架空の国家。首都はローブラルグラッドとされる。ブロブディングナグと表記される文献も複数存在する。

## 概要
ブロブディンナグは、住民をはじめあらゆる物が通常の12倍の大きさとされる巨人の王国である。ただし、国の周囲の海に住んでいる魚の大きさは通常の魚と変わらず、ブロブディンナグの人々にとっては食用に適さないため、彼らは海の魚にはほとんど関心を示さない（ただし、時おりクジラが海岸に打ち上げられ、彼らの食用にされることがある）。
位置的には、北アメリカ西部に突き出ている半島にある。半島の周りは先の尖った岩ばかりの荒れた海で、船での出入りはできない。その上、半島と大陸の境には多くの火山を含む高さ5万m近い山脈があり、ここも越えることは不可能である。このため、ブロブディンナグの人々は外の世界を全く知らない。
他の国の存在を全く知らないため、当然他の国との貿易や交渉もない農業国だが、聡明な現国王の祖父の時代に内乱を平定し、現在は安定した平和な国家を築いている。火薬は発明されていない。
上記の理由により、他の国と戦争をすることもないが、軍隊は存在する。軍隊は内乱を鎮めるために必要に応じて召集されるもので、各都市の商人や地方の農民らによって編成され、その指揮官は貴族や紳士ばかりで、すべて無給とされている。
ブロブディンナグの人々は複雑な言葉の表現を嫌っており、法律は簡単平明な言葉で表現されなければならず（法律の注釈を書くと死刑になってしまう）、一つの文章の単語数は22を超えてはならないと定められている。ちなみに22という数は、この国のアルファベットの文字数と同じである。
学問は、倫理学、歴史学、詩学、数学の4つだけから成っているが、この範囲については非常に優れている。このうち数学は、農業や機械技術の改良といった実用目的のためだけに利用されている。
南太平洋のトンガをモデルとする説がある。